# 賽馬娘 灰髮灰姑娘
《賽馬娘 灰髮灰姑娘》是遊戲開發公司Cygames的媒體組合項目《賽馬娘 Pretty Derby》的日本漫畫作品。漫畫由久住太陽負責作畫，杉浦理史負責劇本，伊藤隼之介負責企畫構成，於2020年28號在《週刊Young Jump》連載。
是競賽馬擬人化企劃《賽馬娘》的衍生作品，改編自1980年代末期傳奇賽馬小栗帽的競賽生涯，講述一位從地方發跡的蘆毛馬娘，在中央與各路好手較勁的故事。

## 故事介紹

### 序章 笠松篇
岐阜縣的笠松賽馬娘訓練中心學園，簡稱笠松特雷森學園。以笠松賽馬場作為地方系列比賽的舉辦地之一，無論是設備還是人員都遠不及日本賽馬娘訓練中心學園（特雷森學園）或閃耀系列（簡稱中央），顯得相當冷清。參賽的賽馬娘們缺乏鬥志，只是勉強參賽，從笠松前往閃耀系列的賽馬娘幾乎為零。
笠松特雷森學園的教練北原穰，心中一直希望有朝一日能出現一位能讓他全心全意投入支持的賽馬娘。某天，他被剛入學的小栗帽的奔跑深深吸引，決定招募她加入隊伍中。隨著隊友嶄新光輝的加入，以及與對手藤正進行曲的激烈比賽，小栗帽最終在中京盃中獲得優勝，這也為他帶來了轉往閃耀系列（中央）的機會。北原和小栗帽雖然有所猶豫，但在「贏了就轉往中央，輸了就參加東海德比」的條件下參加了黃金少年盃。在比賽中，北原的聲音喚醒了小栗帽的鬥志，她奪得了冠軍，最終決定從笠松轉往中央。

### 第一章 中央轉入篇
轉入特雷森學園後，小栗帽與嶄新光輝一起加入北原的叔叔兼教練六平銀次郎的隊伍。在轉入首戰的飛馬錦標中，她擊敗了4連勝的黑色艾爾，隨後又在每日盃中輕鬆擊敗被視為經典賽熱門候補的八重無敵，用壓倒性的實力回應了外界對於她從笠松轉入中央的質疑。然而，由於未註冊經典賽，小栗帽無法參加日本德比。
隨著聲勢日漸高漲，認為「小栗帽應該參加德比」的聲音越來越大，尤其是八重無敵在皋月賞奪冠後，這種呼聲更加高漲。甚至連代表頂點的魯道夫象徵也因此向URA請願，希望讓小栗帽參賽。然而，小栗帽實際參加的比賽卻是……

### 第二章 白色閃電篇
日本德比風波結束後，小栗帽觀看了寶塚紀念，認識了被譽為「最強」的白色閃電玉藻十字。在東海德比和日本德比中都夢碎的小栗帽失去了目標，但在與藤正進行曲的通話中，他重新燃起了「成為日本第一賽馬娘」的鬥志。隨後，她在高松宮盃和每日王冠中連續贏得重賞，終於迎來了首次參加一級賽（G1），並與玉藻十字展開初次對決。在秋季天皇賞中，玉藻十字採取罕見的先行策略，但面對小栗帽的追擊，憑藉著對家人和恩師的承諾，他進入了「領域（Zone）」……

### 第三章 永世三強篇
有馬紀念結束後，小栗帽在與玉藻十字的激戰中勝出，成為名副其實的閃耀系列代表賽馬娘，但也因此受傷，短時間內無法參賽。同時，狄杜射手和超級小溪也因傷進入休養期。在此期間，大井最強選手稻荷一以及名門目白家族的千金目白阿爾丹等新對手紛紛宣告要挑戰小栗帽。傷癒復出的他，從過去追逐者的角色，轉變為被追逐者，迎接新對手的挑戰……

### 第四章 蘆毛的怪物篇
即使以破世界紀錄之姿，小笠帽於日本盃依然惜敗紐西蘭選手民間女王，僅獲亞軍，承載著眾人的期待與希望令小栗帽備感壓力，而後有馬紀念再度遭遇大敗，使得他喪失鬥志。而同時間，小栗帽於笠松時期的訓練員北原考上中央訓練員的資格，依照與六平的約定，他重新成為小笠帽的訓練員，全權規劃所有練習及賽事安排，為了讓小栗帽重拾自信，北原決定讓他參加安田紀念。面對後輩青竹回憶及磨坊若葉的挑戰，小栗帽以破紀錄大勝該場比賽。接連的佳績使社會颳起小栗帽風潮，然而小栗帽這時卻感到有些異樣……

### 最終章 篇
自從秋季天皇賞跌出五名以外小栗帽，再跑下一場的日本盃後又僅11名而再次跌落谷底，小栗帽的身心意志徹底被擊垮，屬於永世三強與蘆毛怪物的時代都結束了，賽馬娘閃耀賽也迎來了新時代。面對現實的無奈及沈重的輿論、現在的小栗帽又要走向何方……

## 登場角色
以下聲優包括有聲漫畫、PV、遊戲及動畫。

### 主要角色
小栗帽（聲：高柳知葉）
本作主角。大胃王且不愛說話，始終穿著略顯髒舊的運動外套，而不是學園制服，並將頭髮綁成馬尾。他指標性的菱形髮飾來自母親，母親曾是一位現役賽馬娘。他出生時膝蓋有問題無法行走，靠母親每天按摩膝蓋，才逐漸學會走路和跑步。對跑步充滿熱愛，常說：「對我而言，能站著跑步本身就是奇蹟。」因為單純地想奔跑，進入笠松特雷森學園，但在藤正進行曲的提問下，開始思考勝負的重要性，並逐漸以比賽為目標。
她對跑步以外的事情漠不關心，對賽馬娘或本地系列賽的知識貧乏，因此曾穿壞掉的鞋子參賽。比賽勝利後，因不懂勝利演出流程而跳起笠松音頭，令觀眾錯愕不已。她的天然性格也未改變，時常將惡意的言語或行為誤解為善意，甚至以直率的回應讓對方感到被嘲諷。家境貧困，與母親住在老舊公寓裡。
嶄新光輝（聲：根本京里〔有聲漫畫〕／瀨戶桃子〔電視動畫〕）
與小栗帽同期進入笠松特雷森學園，由北原發掘後加入與小栗帽同隊的馬娘。身材嬌小，栗色短髮中帶有白色挑染，頭上佩戴「B」字形髮飾，右耳佩戴耳飾。
最初因小栗帽旺盛的食慾及捉摸不透的性格感到畏懼，但隨時間逐漸成為好友。雖然跑步的表現平平，但他的家族經營專為馬娘設計的運動用品店，對鞋類和蹄鐵頗有研究。小栗帽轉入中央時，嶄新光輝通過支援研修生的考試，也以學生身份進入中央特雷森學園支援小栗帽。與其他主要角色不同，他選擇走向非競賽的道路。
玉藻十字（聲：大空直美）
在一次搭錯電車來到笠松時，偶然看到小栗帽的比賽。被其壓倒性的強大所震撼，同時因兩人同為蘆毛而產生強烈的競爭心態。當年贏得春季天皇賞，以六連勝成績晉級，在秋季天皇賞與小栗帽展開對決。比賽前偶爾會因緊張而情緒不穩。
超級小溪（聲：優木加奈）
性格溫和，但與遊戲的設定不同，他有著強烈的勝負心與對競爭對手的對抗意識。在班上並不顯眼，因腳部問題缺席皐月賞和日本德比。然而，在訓練師奈瀨的幫助下，他努力康復並於菊花賞展現長距離賽事的才能。
稻荷一（聲：井上遙乃）
來自大井的賽馬娘，性格爽朗，充滿江戶氣質。他希望透過自己的活躍，讓大井更廣為人知，並因此轉入中央。擅長中長距離，尤其以強大的衝刺力見稱，但情緒波動較大。在小栗帽與超級小溪缺席的春季天皇賞和寶塚紀念中奪冠，並於每日王冠向小栗帽發起挑戰。

### 特雷森學園
魯道夫象徵（聲：田所梓）
中央特雷森學園的學生會長，以無敗之姿成為史上第四位經典三冠賽馬娘，被譽為賽馬娘的頂點，有皇帝之稱。在中京盃發掘了小栗帽的才能，並主動向北原建議讓他轉入中央特雷森學園。他認為小栗帽具備超越賽馬娘層次的明星潛力。相比遊戲的設定，角色性格更為嚴肅且具有威嚴。
青竹回憶（聲：藍原琴美）
特雷森學園的風紀委員。在一段時間內的比賽中未能取得好成績，但因持續參加對腳負擔較小的泥地賽事，逐漸形成自己的跑法並展現天賦。於安田紀念及天鵝錦標連續獲勝後，與小栗帽在一哩冠軍賽中展開對決。
八重無敵（聲：日原亞由美）
在小栗帽轉學第一天與他握手，並宣告將會正大光明地與他競爭。作風正派，是個優等生，無論是學園生活還是比賽都很認真，甚至在挑戰小栗帽時親手寫下傳統的挑戰書，展現了復古的一面。
目白阿爾丹（聲：會澤紗彌）
名門目白家族的賽馬娘，是目白拉茉奴的妹妹。雖然天賦異稟，但因腿部過於脆弱，常因傷缺賽。於日本德比中表現出色，卻因骨折需要長期療養。在康復後，他於春季復出，連續贏得公開賽和高松宮盃，並在每日王冠與小栗帽對決。
櫻花千代王（聲：野口瑠璃子）
初登場時已參加四場比賽，獲得三場勝利。因為性格內向，第一次見到小栗帽時顯得緊張。和遊戲中的設定一樣，他非常崇拜丸善斯基
狄杜射手
特徵為戴著深深的連帽衫，栗色頭髮的不良賽馬娘，外號「栗色子彈」。後來成為啟發小栗帽進入「領域」的推手。雖然外貌冷酷，卻能在其他馬娘陷入迷茫或失落時提供低調的支持。以其參加函館紀念打破賽事紀錄的經歷，角色原型為Soccer Boy。
磨坊若葉
頭上佩戴著類似角狀的髮箍，擁有褐色皮膚，瞳孔中帶有「✕」的圖案，額頭上有一個類似「＜」符號的標記。以尖銳的發言著稱。即便是針對如小栗帽這樣的前輩也毫不收斂。然而他似乎不擅長面對那些對挑釁無動於衷的對手，當他的挑釁被小栗帽輕描淡寫帶過時，他甚至顯得十分尷尬且手足無措。
在安田紀念上，他以小栗帽去年有馬紀念的表現為基礎制定策略，但開局就被打亂計劃。在比賽中完全被依照北原戰略行動的小栗帽所壓制，體會到了他強大的實力。先前針對有馬紀念的研究完全無效，未能有所突破。角色原型為Osaichi George
黑色艾爾
不良馬娘，特徵為粗暴的言辭和侵略性的目光。初登場時已取得5勝的戰績，並且正連勝4場中。初次與小栗帽見面時，嘲諷笠松賽事為「沙地遊戲」，稱小栗帽為「雜魚」。但在為了連勝五場出賽的天馬錦標中，敗給轉至中央的首次參賽的小栗帽。儘管外表粗魯，實際上對兒童和粉絲非常友善。角色原型為Rugger Black。
秋津帝王
擅長短中距離賽事的強力馬娘，被稱為「一哩之王」。在寶塚紀念賽中與玉藻十字對戰，但最終敗北。角色原型為Nippo Teio。
丸善斯基（聲：Lynn）
千明代表（聲：天海由梨奈）

### 笠松特雷森學園
藤正進行曲（聲：伊瀨茉莉也）
小栗帽在笠松時期的競爭對手。特徵為淡藍色直髮與紅色雙瞳。性格冷酷，給人一種無法接近的感覺，對勝利有著強烈執念。自幼以嚴格自律的方式努力訓練，取得優秀成績，並以特招生身份進入笠松特雷森學園。擅長領跑戰術。被柴崎招募後，以奪取東海德比為目標參賽，在新馬戰中被小栗帽的實力震撼，並將她視為最強對手。儘管小栗帽後來轉至中央，他依然持續努力，立志成為值得小栗帽正視的競爭者。角色原型為March Tosho。
諾倫王牌（聲：澀谷彩乃）
小栗帽的室友，喜歡隨意穿制服，擅長使用手機的辣妹風馬娘。經常與隊友魯迪勒摩及迷你女士一起行動。起初因小栗帽的「出格」行為而針對她，甚至將他趕到雜物間居住，並設計各種妨礙計劃（小栗帽對此毫無察覺）。但在與小栗帽一同參賽後，深感彼此實力差距，開始轉變態度，指導小栗帽跳勝利舞並支持她。他的家庭經營舞蹈教室。
魯迪勒摩（聲：西川舞〔有聲漫畫〕／大地葉〔電視動畫〕）
諾倫王牌從小學時期的朋友，擁有馬娘中罕見的月白色長髮。外表像不良少女，個性粗暴，言語尖銳。
迷你女士（聲：井澤詩織）
諾倫王牌從小學時期的朋友，特徵為深青色蘑菇頭與面罩。喜歡嘲諷個頭小的嶄新光輝，但他自己身高更矮。擅長出鬼點子，設計針對小栗帽的妨礙計劃。

### 外國賽馬娘
聽命汝主
來自美國的馬娘，為參加日本盃而來。他在美國的成績並不突出，因此在日本盃中也被視為不被看好的選手。自稱是娛樂家，以悠然自得的言行迷惑周圍，但他實際上將這次日本盃的勝利視為自己的一切，投入全部心力。他徹底調查參賽馬娘，將玉藻十字視為最強對手，為此展開徹底研究並參賽。翌年（第三章）再次來日，以期連霸日本盃。角色原型為1988年日本盃冠軍支付管家。
民間女王
來自紐西蘭的馬娘。自幼就憧憬著同國馬娘艾勒斯利榮耀，但他的存在也讓自己承受了巨大壓力。儘管艾勒斯利榮耀實力堅強，然而他卻於日本盃大敗。於是眾人的期望全部壓在民間女王身上，期盼他作為全大洋洲的希望去取得勝利。民間女王痛恨將自己作為他人替代品的人，而小栗帽讓他發現其實有人在關注自己，也發現自己其實是羨慕被大家所愛的小栗帽。為了證明自己能勝過像小栗帽這樣理想的形象，民間女王盡全力衝刺，最終以極小的差距奪冠並創造了2分22秒2的世界紀錄。角色原型為1989年日本盃冠軍好利時。

### 人類角色
北原穰（聲：中村章吾〔有聲漫畫〕／小西克幸〔電視動畫〕）
小栗帽與嶄新光輝的訓練員。他是一位高個子的中年男性，擔任笠松特雷森學園的訓練員。由於所屬的馬娘沒有特別出色的潛力，且馬娘們的動力不足，他一度以懶散的態度進行工作。然而，在一次閘門測試中注意到小栗帽，眼中充滿了希望，認定他是可以共同挑戰東海德比的天才，因而決定招募他。
在得知小栗帽獲得中央的邀約後，他內心糾結，但最終依然對他說：「去創造屬於你的時代吧！」，並送他前往中央。同時，北原下定決心參加中央訓練員資格考試，於第四章開頭取得中央訓練員資格，並成為小栗帽的訓練員。北原是六平的侄子。在過去，他曾因自覺不如叔叔而心生自卑，一度過著整天沉迷於柏青哥的荒廢生活。
角色原型為小栗帽在笠松時期的騎師安藤勝己。
六平銀次郎（聲：大塚芳忠）
北原的叔叔，中央特訓學園的訓練員。他曾建議北原不要讓小栗帽參加中京盃。北原稱他為「六叔」，並對他心懷感激，因為六平曾將他引領進訓練員的世界。在小栗帽與嶄新光輝轉入中央時，六平提出條件：在北原取得中央訓練員資格前，暫時將他們加入自己的隊伍中。
奈瀨文乃
超級小溪所屬隊伍的訓練員。他是訓練員第二代，父親曾是與六平相互競爭的優秀訓練員。他被譽為「天才」，擁有眾多女性粉絲。
他關注所屬馬娘的健康狀態，以馬娘為優先的理念進行指導。他發掘出不顯眼的超級溪流作為耐力跑者的潛力，並經過悉心訓練，在菊花賞中共同締造奇蹟。角色原型為超級小溪的主戰騎師武豐。
小宮山勝美
負責訓練玉藻十字的女性訓練師，兩人之間建立深厚的信賴關係。性格與玉藻十字一樣活潑開朗。與身材嬌小的玉藻十字形成對比，他的身高有175公分，作為女性來說算是非常高挑。自稱是六平的頭號弟子，不僅對於參賽的馬娘情報瞭若指掌，還熟知其他訓練師的資訊。

## 迴響
本作在2021年第7屆「下一部人氣漫畫大賞」漫畫單行本部門中獲得第2名。
截至2024年8月，系列單行本累積發行量已突破600萬卷。

## 出版書籍
| 卷數 | 集英社         | 集英社                 |
| 卷數 | 發售日期       | ISBN                   |
| ---- | -------------- | ---------------------- |
| 1    | 2021年1月19日  | ISBN 978-4-08-891705-4 |
| 2    | 2021年2月19日  | ISBN 978-4-08-891795-5 |
| 3    | 2021年5月19日  | ISBN 978-4-08-891896-9 |
| 4    | 2021年8月18日  | ISBN 978-4-08-892050-4 |
| 5    | 2021年12月17日 | ISBN 978-4-08-892077-1 |
| 6    | 2022年2月18日  | ISBN 978-4-08-892223-2 |
| 7    | 2022年5月18日  | ISBN 978-4-08-892302-4 |
| 8    | 2022年8月19日  | ISBN 978-4-08-892401-4 |
| 9    | 2022年12月19日 | ISBN 978-4-08-892533-2 |
| 10   | 2023年3月17日  | ISBN 978-4-08-892657-5 |
| 11   | 2023年6月19日  | ISBN 978-4-08-892785-5 |
| 12   | 2023年9月19日  | ISBN 978-4-08-892824-1 |
| 13   | 2023年12月19日 | ISBN 978-4-08-893104-3 |
| 14   | 2024年3月18日  | ISBN 978-4-08-893121-0 |
| 15   | 2024年6月19日  | ISBN 978-4-08-893239-2 |
| 16   | 2024年9月19日  | ISBN 978-4-08-893379-5 |
| 17   | 2024年12月18日 | ISBN 978-4-08-893476-1 |
| 18   | 2025年3月18日  | ISBN 978-4-08-893583-6 |
| 19   | 2025年4月17日  | ISBN 978-4-08-893649-9 |
| 20   | 2025年6月18日  | ISBN 978-4-08-893694-9 |

## 合作活動
笠松賽馬場
由於漫畫《灰髮灰姑娘》以該賽馬場為舞台，且主角小栗帽與笠松競馬場有著深厚淵源，因此在集英社與Cygames的全面協助下，於2022年4月29日舉行的第11場賽事中設立了「賽馬娘 灰髮灰姑娘賞」。此賽事以小栗帽的蘆毛（灰毛）特徵為主題，限定灰毛馬及白毛馬參賽。
最初，這場賽事原定於2021年1月19日單行本第1卷發售之日，以紀念發售的冠名贊助賽形式舉行，因新冠疫情的緊急事態宣言而計劃以閉門作賽的方式舉辦。然而，當天早晨《朝日新聞》報導了涉及笠松競馬場的一系列賽馬法違規事件的進一步消息，最終比賽被取消。
賽馬娘 PisuPisu☆SupiSupi 小金船
這是一部連載於《快樂快樂週刊》（小學館）的漫畫。作為同為賽馬娘題材的漫畫，雙方於2024年5月展開了聯動企劃。首先，在5月14日發布的《小金船》第20話中，本作的小栗帽登場，並以《小金船》的世界觀為基礎，以幼稚園兒童的身分參與，劇情描繪她在大胃王比賽中被擊敗的場景。
兩天後，5月16日發行的《灰髮灰姑娘》第151話中，反過來《小金船》中的黃金船也在數個分鏡中登場，實現了雙方角色的跨作品互動。

## 電視動畫
2024年8月23日宣布動畫化。分為兩季度播放，第1部分於2025年4月至6月播放，第2部分預定於同年10月播出。

### 製作人員
- 原作：Cygames
- 作畫：久住太陽
- 劇本：杉浦理史
- 漫畫企畫構成：伊藤隼之介
- 導演：伊藤祐毅、三浦武弘
- 劇本統籌、劇本：金田一士
- 人物設定：宮原拓也、佐佐木啟悟（日语：佐々木啓悟）
- 音樂：川井憲次
- 動畫製作：CygamesPictures[5]

### 主題曲
片頭曲
演唱、編曲：［Alexandros］，作詞、作曲：川上洋平
片尾曲∞
演唱：高柳知叶，作词、作曲：たかはしほのか，编曲：藤木宽茂、INTERCEPTBEATS

### 各话列表
| 話數   | 标题         | 分镜                             | 演出                         | 作画監督 | 总作画監督 | 首播日期      |
| ------ | ------------ | -------------------------------- | ---------------------------- | --- | ---------- | ------------- |
| 第1话  | 横空出世     | 伊藤祐毅                         | 阿久津彻也、河原龙太         | 宇良隆太、桥口隼人 | 福元阳介   | 2025年 4月6日 |
| 第2话  |              | 佐久間貴史                       | 林賢太                       | 米澤優 | 高田晃     | 4月13日       |
| 第3话  |              | 伊藤祐毅、阿久津徹也、佐久間貴史 | 成川多加志                   | 谷口義明、小川莉奈、小森篤 | 小森篤     | 4月20日       |
| 第4话  |              | 清水雄大                         | 清水雄大                     | 二松真理、谷口義明、橋口隼人、佐藤悠己、佐藤綾香 | -          | 4月27日       |
| 第5话  |              | 堀口和樹                         | 堀口和樹                     | 石崎夏海、伊藤幸、久納彩代、波部崇 | 高田晃     | 5月4日        |
| 第6话  | 怪物         | 三浦武宏                         | 三浦武宏、廣田陽香           | 宇良隆太、山北貴大、渡邊大貴、工藤康平 | 福元陽介   | 5月11日       |
| 第7话  | 特雷森學園   | 河原龍太                         | 栗西祐輔                     | 野村雅史 | -          | 5月18日       |
| 第8话  |              | 志賀翔子                         | 渡邊英俊                     | 小川莉奈、橋口隼人、石崎夏海、波部崇、Miya | -          | 5月25日       |
| 第9话  | 日本德比     | 阿久津徹也                       | 前田基匡                     | 小川玖理周、谷口義明、橋本真希、hobae、黄鶴亭、林珠銀、Ningan、Fundo、明光、山田龍太郎、森田雄志                                                                                            | 福元陽介   | 6月1日        |
| 第10话 | 最強         | 石松悠貴                         | 谷本賴洋                     | 野村雅史、宇良隆太、市之川聰、久納彩代、LEE SANG-MIN、高妻匠 | 野村雅史   | 6月8日        |
| 第11话 | 笠松之星     | 森下勇輝                         | 森下勇輝                     | 、森下勇輝、山北貴大、二松真理、佐藤綾香、小川莉奈、松井京介、MASIN MARO、工藤康平、渡邊大貴、波部崇                                                                                        | -          | 6月15日       |
| 第12話 | 天皇賞（秋） | 佐久間貴史                       | migmi                        | 宇良隆太、橋口隼人、張允馨、李文生、黃鶴亭、二宮奈那子、龍光、安南堂仁汰、山田龍太郎 | 崎本小百合 | 6月22日       |
| 第13話 | 日本第一     | 角地拓大                         | 筑紫大介、角地拓大、榎本直央 | 高田晃、清水明日香、青木真理子、MeNex00、MASIN MARO、野澤陽子、香田知樹、二宮奈那子、小川玖理周、岡崎洋美、松井京介、野村雅史、谷口義明、波部崇、松本顯吾、龍光、明光、廖家來人、安南堂仁汰 | 福元陽介   | 6月29日       |

### 播放媒体
| 播映地區            | 播映平台            | 播映日期             | 播映時間（UTC+8） | 備註   |
| ------------------- | ------------------- | -------------------- | ----------------- | ------ |
| Netflix亞洲服務地區 | Netflix亞洲服務地區 | 2025年4月6日—6月29日 | 星期日 16:00      | [ 16 ] |

### BD
| 卷数 | 发售日期           | 收录话数      | 规格编号                                |
| ---- | ------------------ | ------------- | --------------------------------------- |
| 1    | 2025年9月17日预定  | 第1话—第3话   | BIXA-1481                               |
| 2    | 2025年10月15日预定 | 第4话—第6话   | BIXA-1482                               |
| 3    | 2025年11月19日预定 | 第7话—第9话   | BIXA-1483                               |
| 4    | 2025年12月17日预定 | 第10话—第13话 | BIXA-1484（通常版） BIXA-1485（豪华版） |

## 外部連結
- 漫畫官方網站（日語）
- 漫畫連載網站（日語）
- 電視動畫官方網站（日語）
- 賽馬娘 灰髮灰姑娘官方的X（前Twitter）
- 電視動畫《賽馬娘 灰髮灰姑娘》官方的X（前Twitter）